# 웰컴 투 체첸
웰컴 투 체첸(Welcome to Chechnya: Inside the Russian Republic's Deadly War on Gays)은 미국에서 제작된 데이비드 프랑스 감독의 2020년 다큐멘터리 영화이다. 2010년대 말 체첸의 동성애자 숙청에 초점을 둔다.
2020년 1월 26일 선댄스 영화제에서 전 세계에 초연되었으며 2020년 6월 30일 HBO 필름스를 통해 개봉되었다.